# Helcon rufithorax
Helcon rufithorax är en stekelart som först beskrevs av Turner 1918.  Helcon rufithorax ingår i släktet Helcon och familjen bracksteklar. Inga underarter finns listade i Catalogue of Life.